# Richard Orlans
Richard Jérome Orlans (ur. 6 października 1931 w Gandawie) – belgijski piłkarz grający na pozycji lewoskrzydłowego. Był reprezentantem Belgii.

## Kariera klubowa
Swoją karierę piłkarską Orlans rozpoczął w klubie ARA La Gantoise, w którym w sezonie 1959/1950 zadebiutował w pierwszej lidze belgijskiej. W sezonie 1954/1955 wywalczył z nim wicemistrzostwo Belgii. W sezonie 1961/1962 był zawodnikiem CS Brugeois. W sezonie 1963/1964 grał w Anderlechcie, z którym wywalczył mistrzostwo Belgii. Następnie w latach 1964-1969 grał w Zwevegem Sport, a w latach 1969-1971 w KSK Roeselare, w którym zakończył karierę.

## Kariera reprezentacyjna
W reprezentacji Belgii Orlans zadebiutował 5 czerwca 1955 roku w przegranym 1:3 towarzyskim meczu z Czechosłowacją, rozegranym w Brukseli. W kadrze Belgii grał w eliminacjach do MŚ 1958. Od 1955 do 1958 roku rozegrał 21 meczów i strzelił 5 goli w kadrze narodowej.

## Kariera trenerska
Orlans w latach 1964-1969 był piłkarzem-trenerem w Zwevegem Sport, a w latach 1969-1971 w KSK Roeselare. Następnie prowadził: ASV Oostende KM (1971-1972), Excelsior Mouscron (1972), Zwevegem Sport (1972-1974), KAA Gent (1974-1976), KRC Gent (1976-1978) i reprezentację Zairu (1982).